# Albert Tondén
Albert Tondén, född 30 september 1882 i Klara församling, Stockholm, död 19 november 1977 i Engelbrekts församling, Stockholm, var en svensk ämbetsman.

## Biografi
Tondén blev juris utriusque kandidat vid Uppsala universitet 1907, och var extra ordinarie tjänsteman och adjungerad ledamot i kammarrätten 1909–1914. Han tjänstgjorde vid Finansdepartementet från 1910 och var 2:e kanslisekreterare där 1917–1935. Tondén blev ledamot och sekreterare vid Bankinspektionen 1917, utnämndes till byråchef vid Bank- och fondinspektionen 1919 samt var inspektionens chef med titeln bankinspektör 1945–1947.
Tondén var verkställande direktör för aktiebolaget Custos 1949–1956. Han var också sekreterare för stadshypotekssakkunniga 1933–1934, biträdande ledamot av Sparbanksinspektionen 1937–1947 samt ordförande i Statens bostadsnämnd 1940–1953.
Tondén blev löjtnant i reserven vid Positionsartilleriregementet 1912. Han är begravd på Djursholms begravningsplats.

## Utmärkelser
- Kommendör av första klassen av Nordstjärneorden, 15 november 1947.[2]
- Riddare av Nordstjärneorden, 1922.[3]
- Kommendör av andra klassen av Vasaorden, 6 juni 1934.[4]
- Kommendör med stjärna av Norska Sankt Olavs orden, tidigast 1947 och senast 1950.[2][5]
- Kommendör av andra graden av Danska Dannebrogorden, tidigast 1947 och senast 1950.[2][5]
- Kommendör av Finlands Lejons orden, tidigast 1947 och senast 1950.[2][5]
- Riddare av första klassen av Finlands Vita Ros’ orden, tidigast 1921 och senast 1925.[6][7]